# Малишиці
Малишиці (пол. Małyszyce) — село в Польщі, у гміні Тшицьонж Олькуського повіту Малопольського воєводства.
Населення — 179 осіб (2011).
У 1975-1998 роках село належало до Краківського воєводства.

## Демографія
Демографічна структура станом на 31 березня 2011 року:
|          | Загалом | Допрацездатний вік | Працездатний вік | Постпрацездатний вік |
| -------- | ------- | ------------------ | ---------------- | -------------------- |
| Чоловіки | 85      | 21                 | 48               | 16                   |
| Жінки    | 94      | 20                 | 48               | 26                   |
| Разом    | 179     | 41                 | 96               | 42                   |